# Currier and Ives

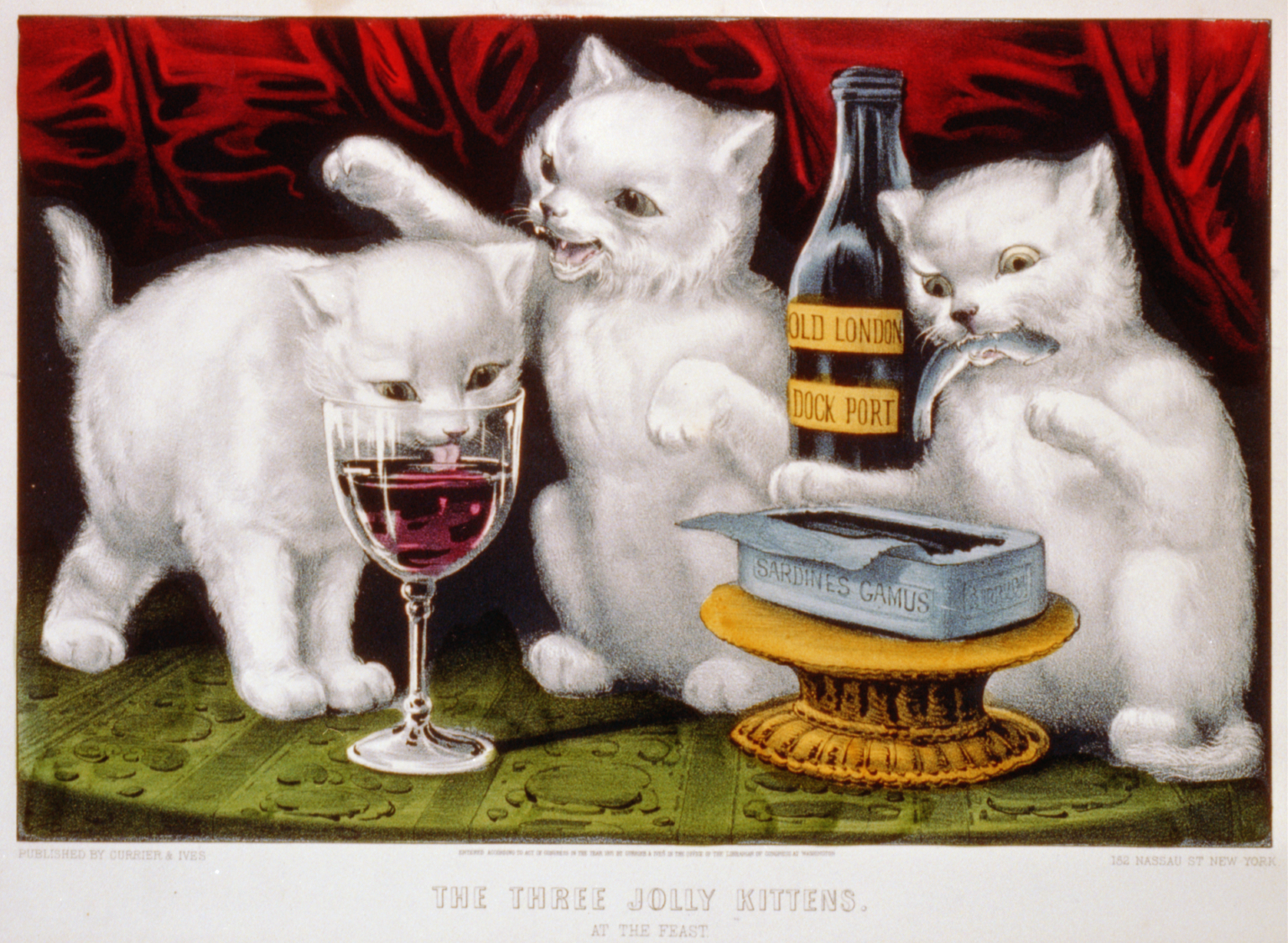
Three Jolly Kittens, ein Beispiel für Drucke von Currier and Ives

Currier and Ives war eine US-amerikanische Druckerei mit Sitz in New York, welche von dem Lithografen Nathaniel Currier (1813–1888) und seinem Partner James Ives (1824–1895) geleitet wurde. Das Unternehmen wurde 1835 gegründet und musste 1907 den Betrieb einstellen. Die Drucke sind auch heute noch populär, für Originale werden auf Auktionen zum Teil hohe Preise gezahlt.

## Geschichte
Currier arbeitete erstmals in dem Unternehmen Stodart & Currier als Drucker, bevor er sich 1835 unter dem Namen N. Currier selbstständig machte. In Zeitungen waren keine Bilder abgedruckt, dennoch sehnten sich die Menschen, Bilder von den Nachrichten zu sehen, die sie lasen. Der erste produzierte Druck war über den Einsturz eines Hotels in New Orleans, bei dem von fünfzig verschütteten Menschen vierzig lebendig geborgen werden konnten.
Im Jahr 1852 stellte Currier den Rechnungsprüfer James Ives ein. Durch die enorm verbesserte Buchhaltung gestaltete sich auch der Buchdruck effizienter. Im Jahr 1857 stellte Currier ihn gleich und machte ihn zu seinem Partner. Bis zum Rest ihres Lebens blieben sie gute Freunde. Eine wichtige Mitarbeiterin des Unternehmens war die Lithografin und Zeichnerin Fanny Palmer.

## Massenmedium
Currier and Ives beschrieben sich und ihre Firma als Veröffentlicher von billigen und populären Bildern (engl.: Publishers of Cheap and Popular Pictures). Ihre Bilder wurden immer beliebter und wurden oft gekauft. In der Zeit des Bestehens der Firma von 1835 bis 1907 wurden über eine Million Drucke verkauft, die von einem Stab eingestellter Drucker gesetzt und per Hand bemalt wurden. Dies geschah auf einer Art Fließbandarbeit, bei der meist deutschstämmige Einwandererfrauen sich den Druck der Reihe nach zuschoben, wobei jede eine einzige Farbe zu malen hatte.
Die Bilder stellten viele Ereignisse des amerikanischen Lebens dar. Besonders begehrt waren Winterszenen, Pferderennen, Bilder von Menschen und Schiffen, Sportereignisse und besonders Szenen aus dem Amerikanischen Sezessionskrieg.

## Ende der Firma

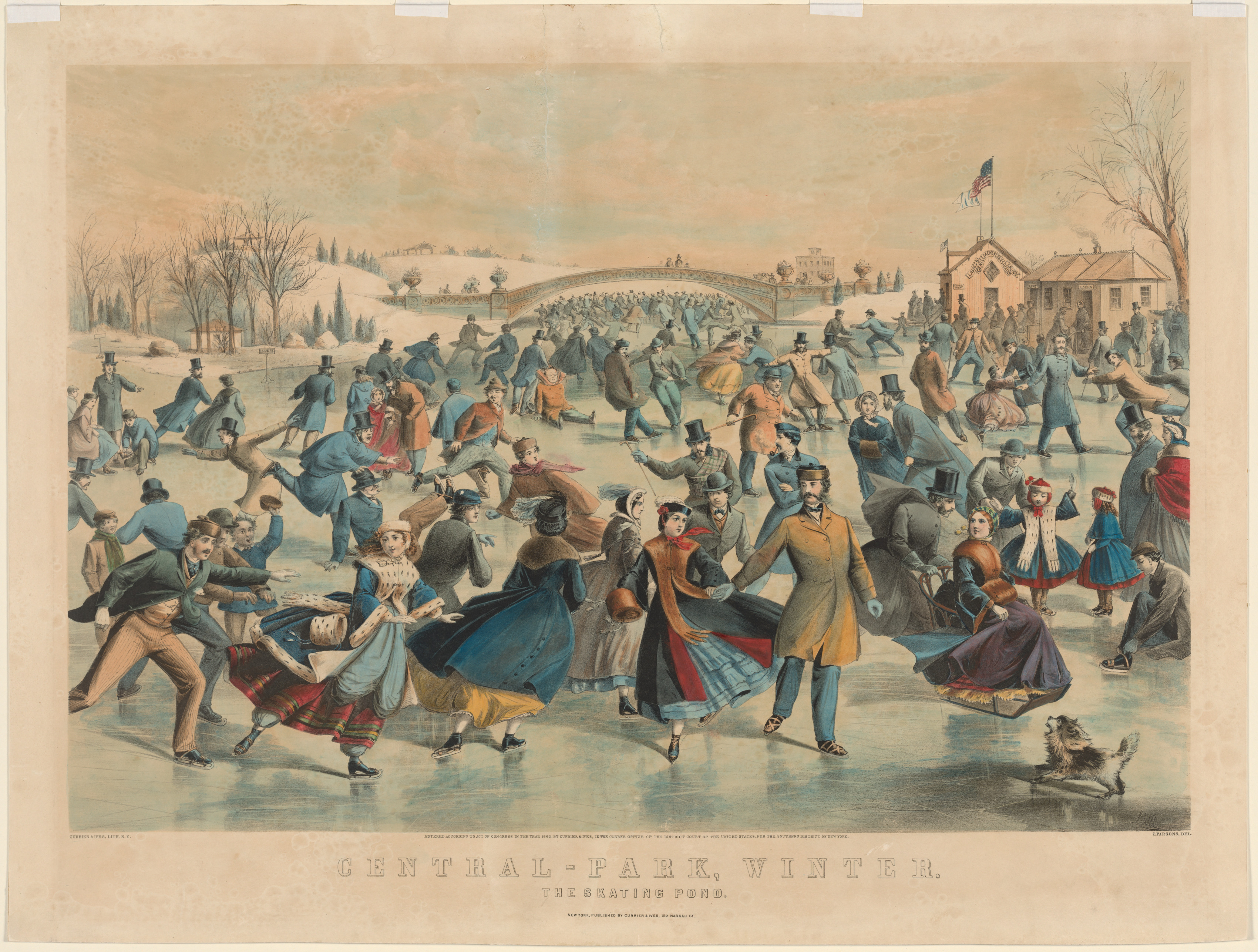
Currier & Ives’ Central-Park, Winter: The Skating Pond, aus dem Jahr 1862

Nach dem Tod Curriers im Jahr 1888 betrieb Ives das Unternehmen bis zu seinem Tod 1895 weiter. Aufgrund von Verbesserungen im Druck und vor allem der aufkommenden Fotografie, schwand das öffentliche Interesse an Lithografien. Dies führte zur Schließung der Firma im Jahr 1907.
Heute sind originale Currier and Ives Drucke von Sammlern äußerst begehrt und moderne Reproduktionen sind beliebte Dekorationsobjekte. Besonders beliebt sind Winterszenen, die auf den meisten amerikanischen Weihnachtskarten abgebildet sind.